# Johannes Esser
Johannes "Jan" Fredericus Samuel Esser (13 d'octubre de 1877, Leiden – 9 d'agost de 1946, Chicago) fou un rellevant cirurgià plàstic i un jugador d'escacs aficionat neerlandès.

## Cirurgià
Esser fou pioner en la creació de mètodes de cirurgia reconstructiva aplicats a soldats ferits durant la I Guerra Mundial. Hom pensa que fou ell qui començar a emprar el terme "stent", el 1917, per descriure l'ús d'un compost per a impressió dental inventat el 1856 pel dentista anglès Charles Stent (1807-1885) per crear un model per a la reconstrucció de la cara. L'anglicisme "stent" va passar posteriorment a significar un dispositiu de forma cilíndrica o tubular d'ús endoluminal, generalment endovascular, i que es col·loca a l'interior d'un conducte corporal per a mantenir-lo permeable o evitar-ne el col·lapse després d'una dilatació, desobstrucció o alliberament quirúrgic.

## Jugador d'escacs
Esser fou un fort jugador d'escacs aficionat, actiu durant les dues primeres dècades del segle xx. Va guanyar un campionat neerlandès (no oficial), a Haarlem 1908. Va guanyar un cop el Campionat dels Països Baixos, el 1913, a Amsterdam, quan derrotà en un matx en Rudolf Loman.
El 1910 jugà un matx a 3 partides a Paris contra Dawid Janowski, i perdé per (+1, -2). Entre el 1908 i 1909 va presidir la Federació Neerlandesa d'Escacs.